# Les Amours de Cellini
Pour plus de détails, voir Fiche technique et Distribution.
Les Amours de Cellini (titre original : The Affairs of Cellini) est un film américain réalisé par Gregory La Cava, sorti en 1934.

## Synopsis
Benvenuto Cellini est partagé entre la duchesse de Florence qui lui fait des avances et le duc dont il veut garder les faveurs. Cellini finit par céder. Le duc, pour le punir, finit par l'interner dans une salle de tortures.

## Fiche technique
- Titre : Les Amours de Cellini
- Titre original : The Affairs of Cellini
- Réalisation : Gregory La Cava
- Scénario : Bess Meredyth d'après The Firebrand d'Edwin Justus Mayer
- Photographie : Charles Rosher
- Costumes : Gwen Wakeling
- Montage : Barbara McLean
- Art Dir : Richard Day
- Musique : Alfred Newman
- Producteur : Darryl F. Zanuck et William Goetz
- Société de production : 20th Century Pictures
- Société de distribution : United Artists
- Pays de production :  États-Unis
- Langue : Anglais, Italien
- Format : Noir et blanc — 35 mm — 1,37:1 — Son : Mono (Western Electric Noiseless Recording)
- Genre : Comédie dramatique
- Durée : 80 minutes
- Date de sortie : 1934

## Distribution
- Constance Bennett : Duchesse de Florence
- Fredric March : Benvenuto Cellini
- Frank Morgan : Alessandro - Duc de Florence
- Fay Wray : Angela
- Vince Barnett : Ascanio
- Jessie Ralph : Beatrice
- Louis Calhern : Ottaviano
- Paul Harvey : Émissaire
- Lionel Belmore (non crédité) : Membre de la cour
- Lucille Ball : Dame d'honneur (non créditée)
- Irene Ware
- Ward Bond : Palace Guard - non crédité

Frank Morgan a été nommé pour l'Oscar du meilleur acteur. Le film a été en nomination pour la meilleure direction artistique, la meilleure photographie et la meilleure bande sonore (Thomas T. Moulton).